# Max Resch

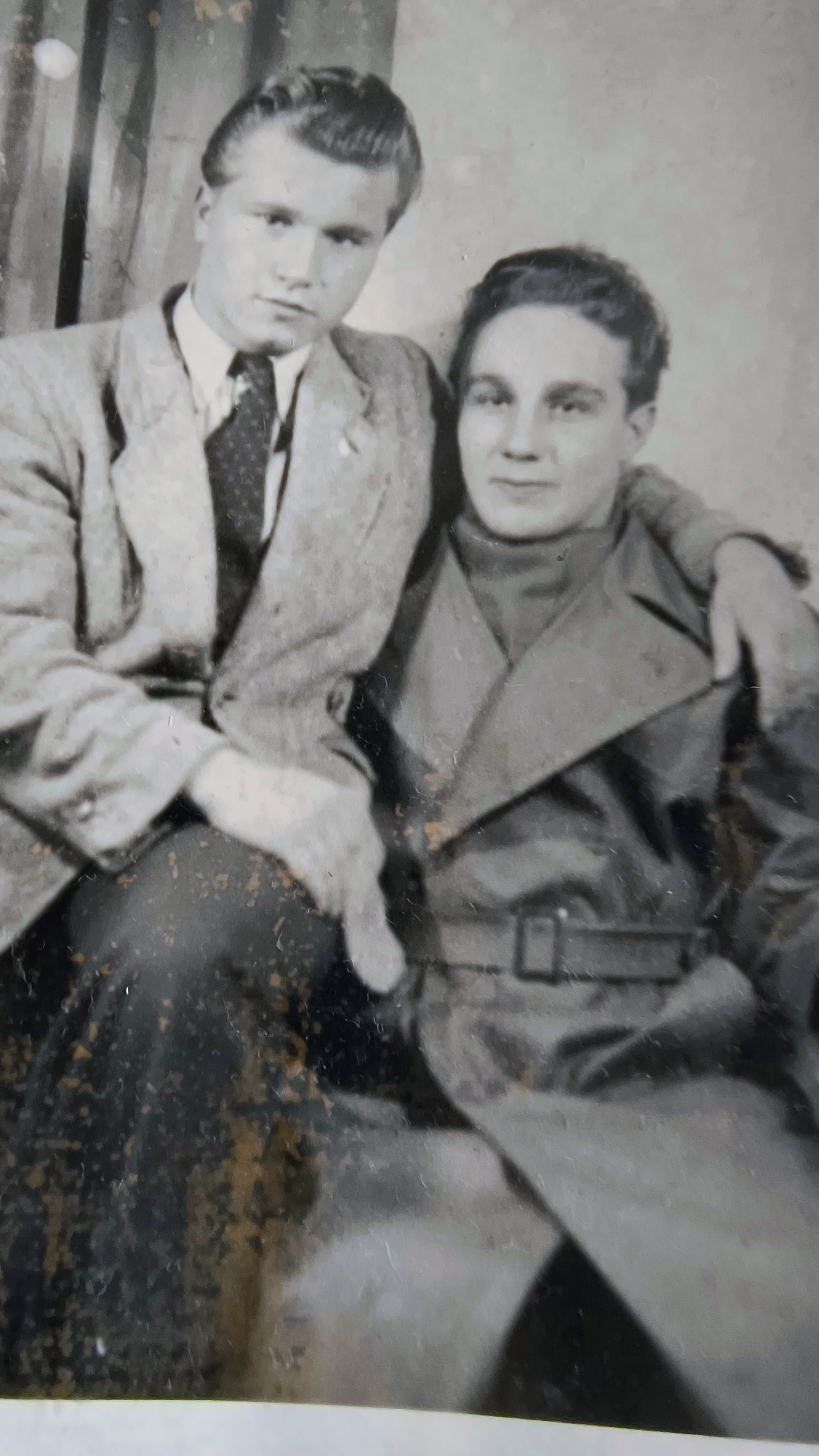
Max Resch (rechts) mit Sparringspartner Heinz Volpp (um 1955)

Max Resch (* 18. September 1932 in Stuttgart; † 22. Februar 2011) war ein deutscher Boxer. Er war Vize-Europameister der Amateure 1953 im Mittelgewicht.

## Amateurlaufbahn
Max Resch stammte aus einer Familie von zwölf Kindern. Er begann als Jugendlicher beim Boxclub Rot-Weiß Stuttgart mit dem Boxen. Er war Linkshänder und boxte deshalb als Rechtsausleger. Bereits mit 18 Jahren stand er 1950 im Finale der württembergischen Meisterschaft im Weltergewicht, musste dort aber von dem erfahrenen deutschen Meister Ihlein aus Neckarsulm eine Punktniederlage hinnehmen.
Im Jahre 1952 schaffte er dann den Durchbruch auf nationaler Ebene. Er wurde württembergischer Meister im Mittelgewicht. Beim Zweitstart der iranischen Nationalstaffel in Stuttgart wurde Max Resch im Mittelgewicht eingesetzt und kam zu einem K.-o.-Sieg in der ersten Runde über Tussin. 1952 startete er auch bei der deutschen Meisterschaft im Mittelgewicht. Er kämpfte sich dabei bis in den Endkampf vor und unterlag in diesem dem Berliner Dieter Wemhöner knapp nach Punkten.
1953 qualifizierte sich Max Resch für die Teilnahme an der Europameisterschaft in Warschau im Halbmittelgewicht. In Warschau siegte Max Resch im Viertelfinale über Candau, Frankreich nach Punkten und punktete im Halbfinale auch den sowjetischen Sportler Tischin sicher aus. Im Finale stand er dem Engländer Bruce Wells gegenüber. Wells, ein Supertechniker, gelang es dabei Max Resch auf Distanz zu halten und dessen gefürchteten Hakenserien aus dem Wege zu gehen und mit seiner ausgezeichneten Führhand selbst zu punkten, was ihm den Sieg einbrachte. Für Max Resch war der Gewinn der Vize-Europameisterschaft aber ein großer Erfolg.
Max Resch startete 1953 auch noch bei der nach der Europameisterschaft stattfindenden deutschen Meisterschaft. Er stand dabei im Finale dem Trierer Breil gegenüber. Max Resch wollte in der ersten Runde bei Breil einen Leberhaken anbringen, der ihm aber zu tief geriet, so dass er disqualifiziert werden musste, weil Breil nicht mehr kampffähig war.
Nach dieser deutschen Meisterschaft trat Max Resch zum Profiboxen über.

## Profilaufbahn
Max Resch unterschrieb im Sommer 1953 bei Manager Walter Englert einen Profivertrag. Sein Trainer wurde Bruno Müller, einer der besten Trainer, die damals im Profiboxen tätig waren. Seinen ersten Kampf bestritt er am 2. Oktober 1953 in Berlin gegen Erich Rehmut, den er in der zweiten Runde k. o. schlug. Auch seine nächsten Kämpfe gewann Max Resch meist kurzrundig durch K. o. Der erste schwerere Prüfstein für ihn war am 27. August 1954 in Berlin der niederländische Meister im Halbschwergewicht Willy Schagen. Max Resch kam mit dem schwereren Schagen nicht zurecht und erhielt ein schmeichelhaftes Unentschieden.
In den folgenden Kämpfen gegen nicht zu starke Gegner, Max Resch sollte sorgfältig aufgebaut werden, feierte er ausschließlich Erfolge. Bemerkenswert dabei waren die Siege über den spanischen Meister Kid Gamero, den er am 11. März 1955 in Hamburg in der siebten Runde k. o. schlug, der über den erfahrenen US-Amerikaner Baby Day, den er am 12. Juni 1955 in Dortmund durch K. o. in der vierten Runde besiegte und der über den Franzosen Claude Milazzo, der schon einige deutsche Spitzenboxer geschlagen hatte und den er am 20. Januar 1956 in Hamburg durch technischen K. o. in der fünften Runde schlug.
Am 2. März 1956 kämpfte Max Resch gegen den Engländer Alex Buxton, einem Boxer, der in der Europa-Rangliste im Halbschwergewicht unter den fünf besten Boxern rangierte. Trotzdem galt Resch als Favorit. In Runde eins schlug Resch Buxton bereits dreimal zu Boden, erlebte aber in der zweiten Runde sein Fiasko, als er von Alex Buxton hart am Kinn getroffen wurde und k. o. ging. Es stellte sich heraus, dass Max Resch ein sogenanntes „Glaskinn“ hatte. Dies bedeutet, dass seine Nehmerqualitäten sehr gering waren. Ein Schlag an das Kinn, den andere Boxer leicht wegsteckten, führte bei Max Resch schon zur K.-o.-Niederlage. Dies sollte sich in der weiteren Karriere von Max Resch noch öfter wiederholen.
Zunächst zeigte sich Max Resch von seiner Niederlage gut erholt. Er gewann von seinen nächsten zwölf Kämpfen elf und boxte einmal unentschieden. Er siegte in dieser Zeit unter anderem über den ehemaligen Weltranglistenboxer Tuzo Portuguez aus Puerto Rico nach Punkten, bezwang am 28. Februar 1958 in Hamburg den Franzosen Mickey Laurent und am 22. Februar 1958 in Dortmund einen weiteren Franzosen, Jean Ruellet, nach Punkten. Er schien nun reif zu sein für einen Kampf um die deutsche Meisterschaft im Mittelgewicht gegen Bubi Scholz aus Berlin. Dieser Kampf fand am 3. Mai 1958 in Dortmund statt. Max Resch riskierte dabei alles und griff Gustav Scholz immer wieder vehement an. Dass dies gegen den hervorragenden Konterboxer Scholz aber die falsche Taktik war, zeigte sich in der vierten Runde, in der er von Scholz mit einem knallharten Haken an das Kinn abgefangen wurde und k. o. ging.
Als Max Resch am 25. Oktober 1958 in Frankfurt am Main auch seinen nächsten Kampf gegen Altmeister Peter Müller aus Köln durch K. o. in der fünften Runde verlor, schien seine Laufbahn bereits am Ende zu sein. Er boxte aber weiter. Es gelang ihm am 12. Dezember 1959 in Stuttgart sogar die Revanche gegen Alex Buxton, den er nach Punkten schlug. Zu weiteren Meisterschaftskämpfen kam Max Resch aber nicht mehr. Am 6. Dezember 1963 verlor er in Köln gegen den aufstrebenden Jupp Elze durch K. o. in der sechsten Runde. Nach einer weiteren K.-o.-Niederlage in Esch-sur-Alzette gegen den Luxemburger Ray Philippe beendete Max Resch seine Karriere.
Max Resch, der als eines der größten Talente in der deutschen Berufsboxerszene der 1950er Jahre galt, konnte diesem Anspruch nie gerecht werden. Es erwies sich, dass er in vielen Kämpfen zu draufgängerisch und risikoreich boxte. Gepaart mit seinem „Glaskinn“ war dies keine gute Voraussetzung für eine erfolgreiche Boxerkarriere. Er lebte nach Karriereende in Hamburg und später in Bietigheim-Bissingen.